# Bernhard Fibich
Bernhard Fibich (* 1962 in Wien) ist ein österreichischer Liedermacher für Kinder.

## Werdegang
Bernhard Fibich wurde 1962 als Sohn von Elisabeth Fibich-Stillfried und des Jazzmusikers Heinz Fibich in Wien geboren. Seine Kindheit verbrachte er in Wien-Währing sowie im Waldviertel. Von 1968 bis 1973 besuchte er zunächst die De-La-Salle-Volksschule der Brüder der christlichen Schulen in Wien-Währing. Anschließend besuchte er das Gymnasium Marianum, das er 1980 mit der Matura abschloss. Ab seinem achten Lebensjahr nahm er Gitarrenunterricht, anfangs in der Musikschule Schmid-Zettelmann in Wien. In den Jahren 1978 bis zirka 1990 spielte Bernhard Fibich in der Band seines Vaters, dem „Heinz-Fibich-Trio“ als E-Bassist mit. Sie traten auf unterschiedlichsten Veranstaltungen wie Bällen, Hochzeiten oder Geburtstagsfesten auf. Nach dem Präsenzdienst in den Jahren 1980 und 1981 trat er in der damaligen Talente-Show des Österreichischen Rundfunkes mit einem eigenen Lied auf.
Seit 1991 schreibt Bernhard Fibich hauptberuflich Lieder für Kinder von drei bis elf Jahren. Davor war er mehrere Jahre AHS-Lehrer und in der Lehrerfortbildung tätig. In seinen sogenannten „Mitmachkonzerten“ werden Kinder und Erwachsene aktiv miteinbezogen. Seine bekannteste CD Muff, der kleine Teddybär erreichte in Österreich Gold-Status. 1986 war Fibich Sieger beim „Pop-odrom“, dem damaligen österreichischen
Pop-Rock-Nachwuchswettbewerb. Im selben Jahr nahm er seine erste Solo-Langspielplatte auf  („Vorläufige Lieder“) und präsentierte die Lieder im Wiener Konzerthaus.

## Diskografie (Auswahl)
- 1996: Lumpi, Unser Hund, Musikkassette
- 1996: Grosse Leute-Kleine Leute, CD
- 1996: Achtung Fertig CD
- 1997: Sonnenschein und Regen, Musikkassette
- 1997: Lumpi, Unser Hund, CD
- 1998: Anna Hat Geburtstag, CD
- 1999: Vorsicht Musik !, CD
- 2000: Gschamster Diener, CD
- 2001: Muff, der kleine Teddybär, CD (AT: Gold)[1]
- 2002: Niki Und Der Schneemann, CD

## Auszeichnungen (Auswahl)
- 2022: Goldenes Ehrenzeichen für Verdienste um das Bundesland Niederösterreich